# Organyà
Organyà és una vila i municipi de la comarca de l'Alt Urgell. El terme municipal d'Organyà és a la riba del mateix nom, entre el congost de Tresponts, al nord, i el pont d'Espia, al sud. A l'est, el terme limita amb el riu Segre i a l'oest amb la muntanya de Santa Fe (1.207 m), que domina la vila. Dins del terme d'Organyà, a migdia, hi ha l'enclavament de Fontanet, que pertany al municipi de Cabó. Reguen el terme el riu Segre, el riu de Cabó, poc abans de la seva confluència amb aquest, i el riuet de Fontanet. La vila s'abasta de l'aigua de la font Bordonera.

## Història
La fundació d'una ciutat antigament anava acompanyada pel desplegament d'un feix de cerimònies religioses, pel fet que la ciutat s'havia de posar sota la protecció dels déus, ja que la comunitat estava amarada de sentit religiós, i això s'esdevenia tant en els grecs com en els romans a banda d'altres pobles coneguts de totes les civilitzacions.
Segons diuen els germans escriptors organyencs, Josep i Francesc Espar i Tressens:
| « | Ara aneu a saber qui va fundar Organyà, tant si és l'antiga Erga de la qual ja parla Ptolemeu, geògraf del segle ii de la nostra era, com sostenen alguns, com si és l'Aragònia dels gots com diuen d'altres (...) Malgrat tot ens plau pensar que som fills de Roma. Atesa la nostra parla i el nostre idioma, així semblen demostrar-ho... | » |

En l'acta de consagració de la catedral d'Urgell apareix citat el topònim Organius. Va pertànyer al priorat d'Organyà, fundat el 1090 per Bernat Guillem, i més endavant al vescomtat de Castellbò.

## Geografia
- Llista de topònims d'Organyà (Orografia: muntanyes, serres, collades, indrets..; hidrografia: rius, fonts...; edificis: cases, masies, esglésies, etc).

## Política

### Eleccions municipals de 2015 al municipi Organyà
| Candidatura | Candidatura | Cap de llista              | Vots | Regidors | % vots |
| ----------- | ----------- | -------------------------- | ---- | -------- | ------ |
|             | CiU         | Celestí Vilà Betriu        | 206  | 3        | 38,15  |
|             | PSC-CP      | Antoni Fiol Colomar        | 122  | 2        | 22,59  |
|             | PPC         | Mariano Carbonell Perpinyà | 109  | 1        | 20,19  |
|             | ERC-AM      | Sergi Parramon Garcia      | 99   | 1        | 18,33  |
| Total       | Total       | 546                        | 546  | 7        |        |

Després dels resultats de les darreres eleccions municipals realitzades el 24 de maig del 2015, l'Ajuntament d'Organyà, el governa un tripartit format per CIU, PPC i ERC.

#### Llista d'alcaldes del municipi d'Organyà
De 1914 a 1936 Organyà va tenir els alcaldes següents: Joan Sarradell Vila (cal Sarradell), Martí Betriu Rocamora (cal Sastret), Andreu Costa Picoy (cal Pepito de la Perdiu), Decoroso Betriu Rocamora (cal Sastret), Ignasi Argerich Vila (ca l'Oleguer), Tomàs Vilarrubla Gonfaus (cal Masillo), Teodoro Obiols Navarro (cal Tomàs del Pagès), Amadeu Rocamora Mir (cal Casaca), Damià Obach Pujol (cal Damià), Josep Mitjana Pujol (cal Caguela), Miquel Graell Mañanich (cal Bull), Rosendo Muntada Grau (cal Sastre d'Alinyà) i Mariano Benavent Anell (cal Xingall).
Després de la guerra: Antoni Farreres Espar (cal Cuqueto) 1939-1944, Josep Boix Majoral (cal Boix) 1944-1948, Decoroso Betriu Rocamora (cal Sastret) 1948-1953, Antoni Rosell Ramonet (cal Marcelino) 1953-1959, Gustavo Barriga Dubín de Celis 1959-1962, Francisco Betriu Ramonet (cal Sastret) 1962-1965, Josep Obiols Grau (cal Codonyes) 1965-1966, Joan Argerich Gravet (ca l'Oleguer) 1966-1973 i Ramon Pasqüet Vilaginés (cal Sanador) 1973-1979.
| Període     | Alcalde o alcaldessa | Partit polític   | Data de possessió | Observacions |
| ----------- | -------------------- | ---------------- | ----------------- | ------------ |
| 1979–1983   | Antoni Vila Baraut   | independent      | 19/04/1979        | --           |
| 1983–1987   | Antoni Vila Baraut   | Logotip de CiU   | 23/05/1983        | --           |
| 1987–1991   | Antoni Vila Baraut   | Logotip de CiU   | 30/06/1987        | --           |
| 1991–1995   | Antoni Vila Baraut   | Logotip de CiU   | 15/06/1991        | --           |
| 1995–1999   | Joan Busquets Grau   | Logotip de CiU   | 17/06/1995        | --           |
| 1999–2003   | Joan Busquets Grau   | Logotip de CiU   | 03/07/1999        | --           |
| 2003–2007   | Joan Busquets Grau   | Logotip de CiU   | 14/06/2003        | --           |
| 2007–2011   | Antoni Fiol Colomar  | Logotip del PSC  | 16/06/2007        | --           |
| 2011–2015   | Antoni Fiol Colomar  | Logotip el PSC   | 11/06/2011        | --           |
| 2015–2019   | Celestí Vilà Betriu  | Logotip de CiU   | 13/06/2015        | --           |
| 2019-2023   | Celestí Vilà Betriu  | Logotip de Junts |                   | --           |
| Des de 2023 | Celestí Vilà Betriu  | Logotip de Junts | 17/06/2023        | --           |

### Eleccions al Parlament de Catalunya del 2015
| Candidatura | Candidatura                                      | Cap de llista               | Vots | Regidors | % vots |
| ----------- | ------------------------------------------------ | --------------------------- | ---- | -------- | ------ |
|             | JxSí                                             | Josep Maria Forné i Febrer  | 117  | 10       | 65,73  |
|             | Candidatura d'Unitat Popular - Crida Constituent | Ramon Usall i Santa         | 23   | 1        | 12,92  |
|             | PSC                                              | Òscar Ordeig i Molist       | 13   | 1        | 7,30   |
|             | Ciutadans - Partit de la Ciutadania              | Jorge Soler                 | 3    | 1        | 3,93   |
|             | UDC                                              | Josep Maria Pelegrí i Aixut | 7    | 0        | 3,93   |
|             | PPC                                              | Marisa Xandri Pujol         | 6    | 1        | 3,37   |
|             | Catalunya Sí que es Pot                          | Sara Vilà                   | 1    | 0        | 0,56   |
|             | Altres                                           |                             | 1    |          | 0,56   |
|             | Vots en blanc                                    |                             | 3    |          | 1,68   |
|             | Vots nuls                                        |                             | 1    |          | 0,56   |
| Total       | Total                                            | 179                         | 179  |          | 78,51  |

## Economia
La ramaderia hi té un pes econòmic destacat, bàsicament el bestiar boví, vaques de raça frisona per a la producció de llet. La majoria de les terres de cultiu són dedicades a les pastures per alimentar el bestiar.
També hi destaquen la restauració, la tradició boletaire i l'elaboració d'embotits artesans. Més recentment, han obert diverses empreses dedicades als esports d'aventura com és el cas del parapent que es practica a la zona coneguda com a muntanya màgica.

## Demografia
| 1497 f | 1515 f | 1553 f | 1717 | 1787 | 1857  | 1877  | 1887 | 1900  | 1910  |
| ------ | ------ | ------ | ---- | ---- | ----- | ----- | ---- | ----- | ----- |
| -      | -      | 81     | 350  | 533  | 1.133 | 1.009 | 978  | 1.002 | 1.027 |

| 1920  | 1930  | 1940 | 1950  | 1960  | 1970  | 1981  | 1990  | 1992  | 1994  |
| ----- | ----- | ---- | ----- | ----- | ----- | ----- | ----- | ----- | ----- |
| 1.073 | 1.036 | 987  | 1.087 | 1.171 | 1.142 | 1.143 | 1.048 | 1.039 | 1.039 |

| 1996  | 1998 | 2000 | 2002 | 2004 | 2006 | 2008 | 2010 | 2012 | 2014 |
| ----- | ---- | ---- | ---- | ---- | ---- | ---- | ---- | ---- | ---- |
| 1.010 | 993  | 992  | 966  | 935  | 961  | 946  | 942  | 895  | 841  |

| 2016 | 2018 | 2020 | 2022 | 2024 | 2026 | 2028 | 2030 | 2032 | 2034 |
| ---- | ---- | ---- | ---- | ---- | ---- | ---- | ---- | ---- | ---- |
| 804  | 792  | 771  | 796  | 811  | -    | -    | -    | -    | -    |

## Cultura i lleure

### Carrers
Major, del Mig, Santa Maria, del Peu (o Raval), de la Rosa, del Clavell, Carnisseries, Constància, de les Feres, Florida, Granada, plaça Major (o de l'Església), de la Plaça, plaça Homilies, Nou, Vista Alegre, de la Lluna, del Sol, travessera Camp de Futbol, Lloredes, Bomber Joan Espluga, Germans Espar Tressens, Avinguda Doctor Muntanya, Avinguda Santa Fe, del Nord, de la Vilanova, placeta de la Vilanova, de l'Or, Mestre Cases, Carretera de Lleida, de Montanissell, de la Font, Cooperativa Santa Fe, Vilansats, Cooperativa Espigolers, carretera de la Seu, del Serrat, de la Coma, Capella de Sant Josep, passatge Bon Racó.

### Col·legiata de Santa Maria
La parròquia d'Organyà ja s'esmenta en l'acta de consagració de la catedral d'Urgell de l'any 839 pel bisbe Sissebut.
Si tenim en compte que l'església de Santa Maria d'Urgell es va dedicar poc després de les incursions sarraïnes a aquestes valls pirinenques, hem de creure que les esglésies que cita l'acta ja existien abans de les incursions, per la qual cosa l'existència de la parròquia d'Organyà, la podem fer retrocedir fins a les primeres anyades de la història de la diòcesi. També en l'acta de consagració de Santa Maria d'Urgell feta per Eriball l'any 1040, que va succeir a sant Ermengol, figura la donació de l'església d'Organyà.

### Homilies d'Organyà

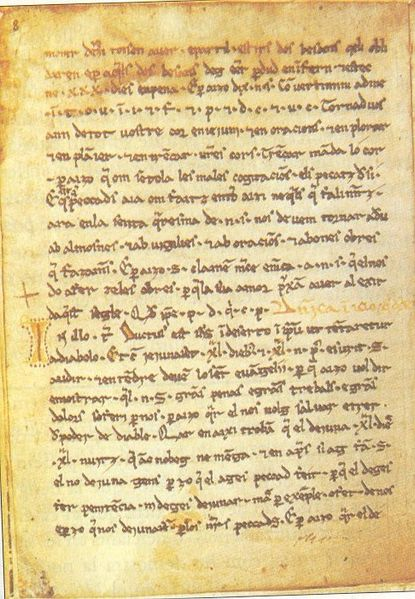
Escrit de les Homilies d'Organyà

L'any 1905, es va trobar a la rectoria de la vila una de les proses més antigues escrites en català. El responsable d'aquesta troballa va ser l'historiador Joaquim Miret i Sans. El text, conegut com les Homilies d'Organyà, correspon a sis sermons amb comentaris de diversos evangelis i epístoles. La seva datació, cal situar-la entre al pas del segle xii al segle xiii. Actualment, l'original del manuscrit es troba a la Biblioteca de Catalunya de Barcelona. Malgrat tot, s'ha creat un espai expositiu amb informació referent a les Homilies, on es poden veure unes còpies d'aquests manuscrits, a la plaça del mateix nom.

### Font Bordonera
La font Bordonera d'Organyà és una font de cabal abundant que marca l'inici del riu de Fontanet, que més avall corre planer fins a desguassar al riu Segre. Està situada a una hora de camí, a peu, de la vila d'Organyà, però dins del terme municipal de Coll de Nargó, a l'Alt Urgell, en el terme que fou de Montanissell. Malgrat el seu enclavament municipal, és per excel·lència un indret lloat i visitat per la gent d'Organyà.

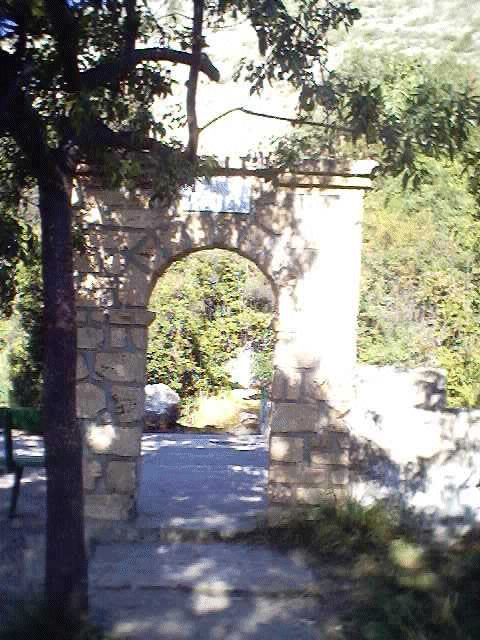
Portalet d'entrada a la font Bordonera
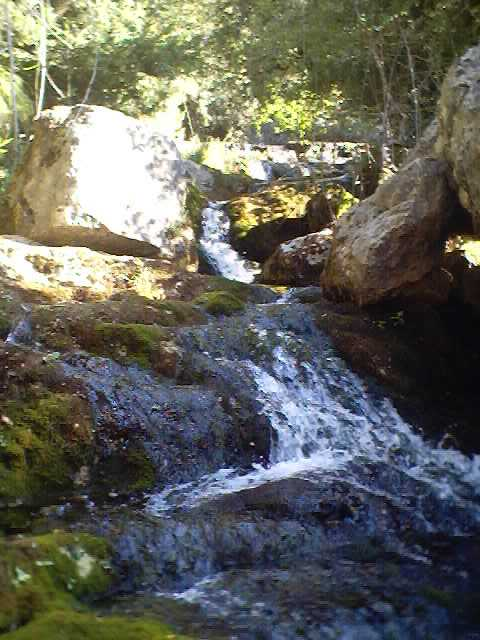
Naixement del riu Fontanet

### Santa Fe

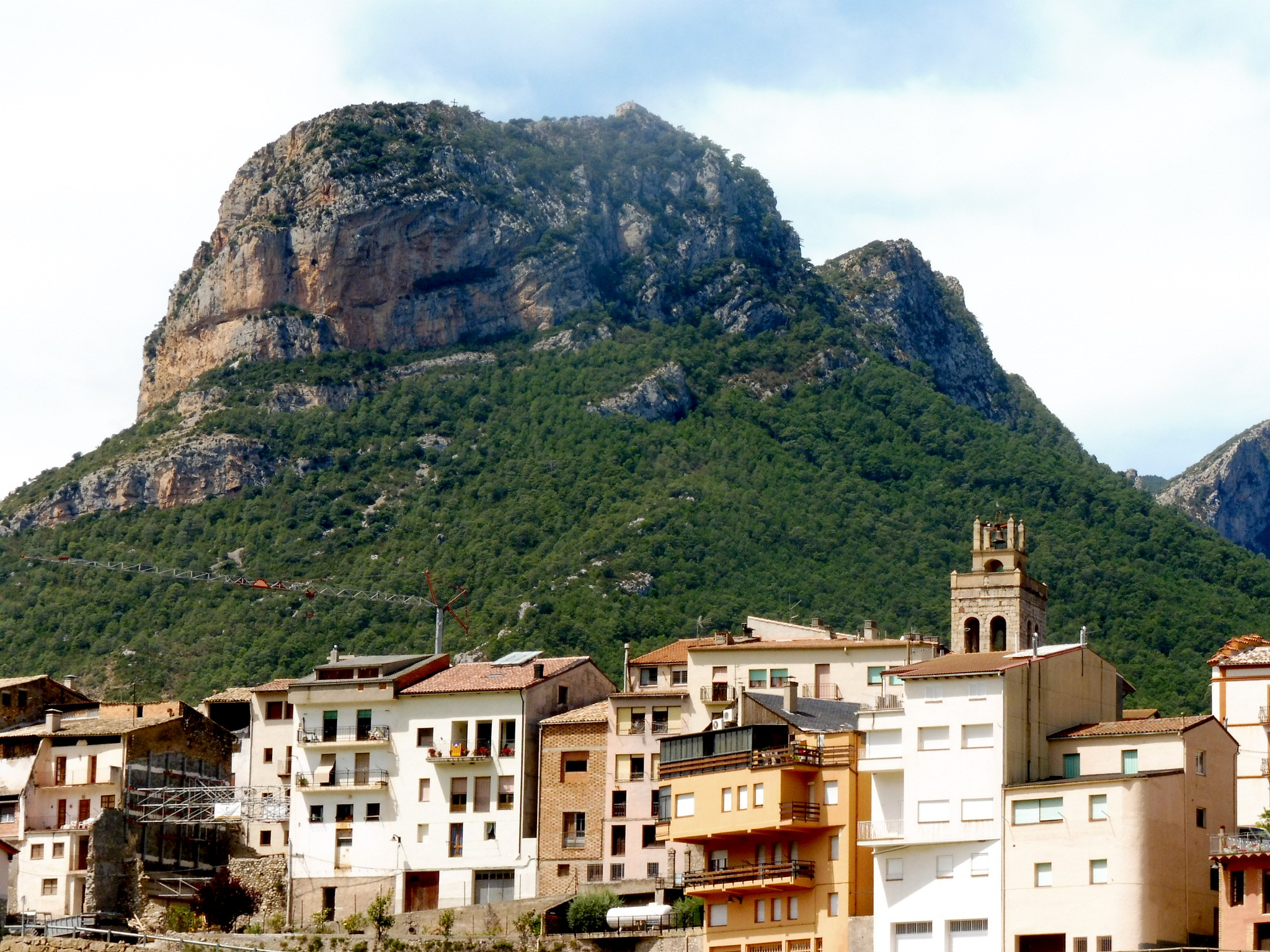
Santa Fe

La muntanya de Santa Fe (que podeu veure a dalt a la dreta) amb la seva forma característica, i la capella de la Santa al cim, és el tret que identifica més clarament el paisatge d'Organyà. Probablement, la devoció a Santa Fe és, també, la més característica de la població, la que s'ha mantingut més constant al llarg dels segles.
Entre els documents pertanyents a l'església col·legiata d'Organyà que Joaquim Miret i Sans adquirí a començament d'aquest segle i que posteriorment publicà dins el seu treball Los noms personals y geogràfichs de la encontrada d'Organyà en los segles Xè y XIè, n'hi ha un de data 12 de gener de 1075 en què s'esmenta la muntanya de Santa Fe; el fet que en aquella època s'anomenés la muntanya Santa Fe ens indica que ja devia fer temps que en el seu cim es venerava la santa, martiritzada al voltant de l'any 300 durant la persecució de cristians efectuada pel governador d'Hispània Dacià, sent emperadors Dioclecià i Maximià.
La festa de la Santa se celebra el 6 d'octubre; aquesta celebració, però, no és la més popular, l'aplec més concorregut es realitza el dilluns de Pasqua granada o de Cincogesma. Després de la celebració de la missa, es canten els goigs i tot seguit es baixa al prat on es beneeixen uns pans en forma d'i grega (Y) que es reparteixen a tots els assistents. Una magnífica explicació dels costums i tradicions relacionats amb santa Fe es troba en el llibre dels germans Josep i Francesc Espar i Tressens Coses d'Organyà d'ahir i d'avui.
Una mostra de l'antiguitat d'aquestes tradicions, la trobem en el treball de Francesc Carreras i Candi Monedes de l'Urgellet, en què l'autor publicà les actes del procés contra els falsificadors de moneda d'Organyà de l'any 1573, del qual transcrivim el fragment següent: ...se molt be que ses dit ques fege diners falsos de Organyà y es fama publica per tota la vila y jo trobantme lo dilluns de sinquagesma a Santa Fe perque aquex dia la vila d'Organya y acostuma de pujar ab professo y si ajuste molta gent per tal dia perque si fa caritat y estan alli en lo prat de la muntanya de dita Santa Fe hon acostumen de donar la dita caritat alguns minyons anaren a la spluga nomenada del frare y alli trobaren moltes storiscadures de diners que alli se eren fets y...
Una altra de les curiositats de Santa Fe, és la presència durant molts anys d'un exvot molt singular, es tracta d'una gran serp empallada. Com altres moltes persones i objectes absolutament inofensius, fou destruïda el juliol de 1936 per l'estupidesa i la ignorància. Coneixem dues versions sobre la procedència d'aquest exvot: l'una, la que expliquen els germans Espar en el seu llibre ja esmentat, en què afirmen que la van enviar dos germans del poble emigrats a Amèrica i resulta que la van caçar després d'haver-la confós amb un tronc i asseure-s'hi a sobre.
L'altra, la dona mossèn Jacint Verdaguer en els seus quaderns Excursions i viatges, en què explica el seu pas per Santa Fe el 27 de juliol de 1883 i diu: "En Santa Fe se tròban castanyas de mar petrificadas, hont la gent creu veure gravats los dits de la santa, y diu que son las pedras que li tiràvan y que ella copsava al vol, estampant-hi sa hermosa maneta. En eixa actitud està representada en l'altar major en una pobre i sencilla escultura a una banda d'ell, y, en l'altre, en l'acte de ser degollada. En la pared del temple hi ha penjat un enorme serpent enbalsamat; te de vint-i-cinch a trenta palms de llarch, y l'envià de l'Africa un missioner fill d'aquest pahís.".

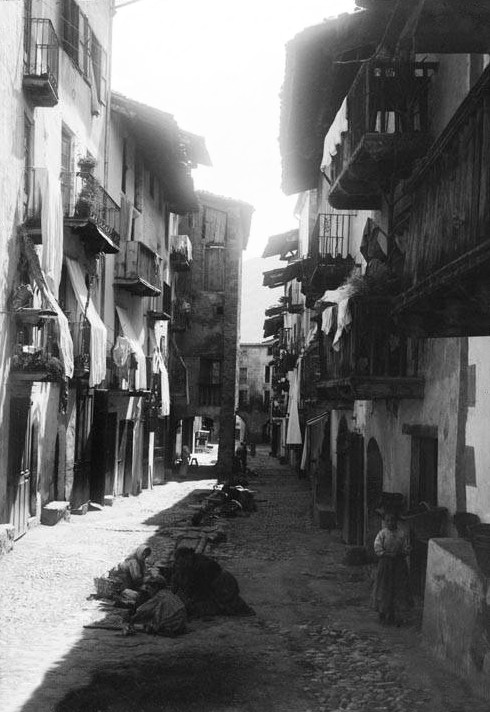
El carrer major d'Organyà, cap a 1900

Per la seva part, Artur Osona en la seva Guia itineraria del Llussanes, de las concas del Llobregat, del Cardener y del Segre..., editada el 1899, ens apunta un altre possible origen de la serp, i referint-se a Santa Fe diu: ...en la qual se conserva una serp colossal empallada. És tan gran aquell monstre empallat, des de temps immemorial, com les majors serpents dels boscos d'Asia i d'America. S'explican moltas tradicions, més o menys verossimils...

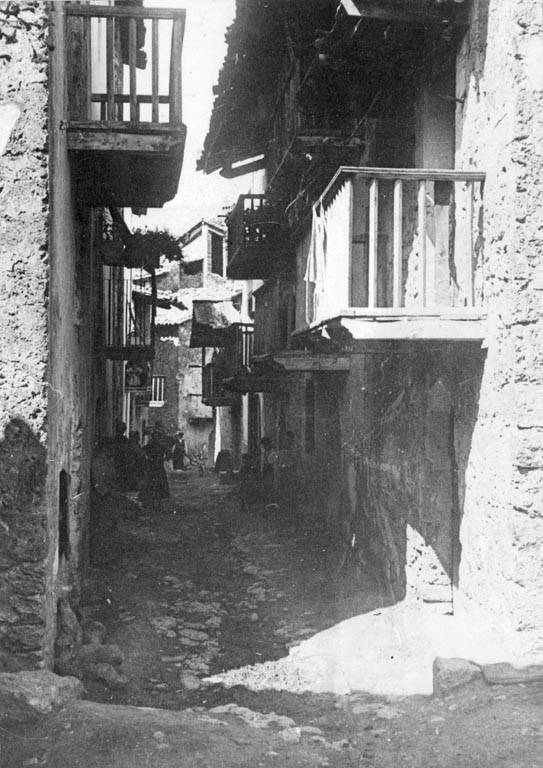
Organyà entre 1890 i 1923

El cert és que la tradició de la serp està fortament arrelada i sovint es troben persones nascudes molt més tard del 1936 que afirmen haver vist la serp penjada a la capella fa quatre o cinc anys. Això pot anar lligat a les explicacions que ens dona Rafel Battestini al seu llibre La vall de Cabó, en què referint-se a la gran abundància de restes prehistòriques que hi ha a tota la vall, afirma que la cristianització va adoptar diversos cultes tradicionals: "... El culte serpentari es retrobaria a Ares, amb Sant Bernabé, que en ésser escorxat passa "de mort terrenal a vida celestial" i també a la capella de Santa Fe hi ha hagut, de sempre, una serp com a "exvot".
Tenim, doncs, una sèrie de reminiscències de cultes ibèrics: la mare eterna, el pare etern, el toro i la serp. Uns cultes que persisteixen, cristianitzats, demostrant un arrelament molt profund".
Tal com indica la lletra dels goigs, santa Fe és invocada per preveure o guarir-se de diferents malalties: sordesa, ceguesa, hèrnies, paràlisi, febres... Fins avui ha arribat la tradició segons la qual el fet de posar, dins de les orelles, una mica d'oli de la llàntia que hi ha al centre de la capella, just davant de l'altar, evita la sordesa i el mal d'orella.
Segons una altra tradició popular profusament difosa i recollida per diversos autors, santa Fe seria germana de santa Pelaia i de sant Ponç, per aquest motiu les seves respectives capelles a Organyà, Cambrils i Alinyà estarien encimbellades de manera que els tres germans sempre es poguessin observar. A reforçar aquesta llegenda hi contribueix la lletra dels goigs de santa Pelaia, en què es diu que era germana de santa Fe i santa Carràmia, en realitat Mare de Déu de Carrànima de l'Abella de la Conca. La llegenda dels germans, en la llista dels quals hi ha qui afegeix sant Germà de Tost, és evidentment falsa; els sants implicats pertanyen a èpoques i països molt diferents. Els que sí que podríem considerar agermanats són els seus santuaris, per trobar-se tots en llocs enlairats i relativament propers, de manera que en dies clars, amb bona vista i molta voluntat des de cadascú se'n poden veure els altres.
A la muntanya de Santa Fe i sobretot a la zona de sota el prat, s'hi troba una quantitat considerable d'equinoderms fòssils. A causa de la seva forma arrodonida i amb cinc petites marques que parteixen d'un punt central, propiciaren la llegenda segons la qual es tracta de les pedres que els seus botxins tiraven a santa Fe. La santa, però, les agafava al vol i tot seguit les deixava anar a terra, deixant, això sí, els seus dits marcats a cada pedra.

#### Goigs a santa Fe
De verge teniu corona
i de gran màrtir també,
siau nostra intercessora
verge i màrtir santa Fe.
A la vila d'Organyà
i a les valls d'alrededor
sempre tenen i tindran
per vós gran devoció:
perquè quan és l'ocasió
obteniu de Déu mercè.

### Festes populars
- La Festa major d'Organyà és el dia 15 d'agost
- Fira de Sant Andreu, últim cap de setmana de novembre
- Aplec a la font Bordonera el dilluns de Pasqua
- Aplec de santa Fe, dilluns de segona Pasqua
- Fira del Llibre del Pirineu i premis literaris "Homilies d'Organyà"
- Cremada del carro i actuació de "Lo cavallot i la balladora" en sortir de la missa del gall[5]

#### Fira del llibre
L'Institut d'Indústries Culturals del Departament de Cultura de la Generalitat ha integrat la Fira del Llibre del Pirineu, que se celebra a Organyà, dins el catàleg de les deu fires del llibre que es fan a Catalunya.
L'alcalde d'Organyà, Antoni Fiol, ha manifestat que aquest és un nou impuls i un pas endavant per a la Fira del Llibre del Pirineu, que es fa a Organyà des de l'any 2003. La fira contindrà quinze estands entre editorials i llibreries del Pirineu. Dins la Fira del Llibre, també es donen els Premis Literaris Homilies d'Organyà, que enguany han replegat la participació de 125 originals entre les set categories de què es compon.
La Fira del Llibre del Pirineu tindrà com a reclams més importants d'aquesta edició la presentació de 24 novetats editorials d'aquest any que s'han editat al Pirineu. El tècnic de Cultura del Consell Comarcal de l'Alt Urgell, Isidre Domenjó, ha explicat que aquesta xifra triplica la d'anteriors edicions i que això demostra la bona salut de la creació literària pirinenca.

#### Fira de sant Andreu
Malgrat que existí una altra fira que se celebrava Dijous Gras (extinta el 1936), la més important ha estat de sempre la Fira de sant Andreu. Se celebra tradicionalment l'últim diumenge del mes de novembre. És una de les fires amb més antiguitat que se celebren als Pirineus. Antigament, hom hi podia trobar animals de peu rodó i, més que res muls i mules, pollins i pollines, sobranys i sobranyes, animals més fets, i fins i tot de closos o serrats.

##### Actualitat
La Fira de sant Andreu d'Organyà es continua celebrant l'últim diumenge del mes de novembre. El dia del sant és el 28 de novembre i es tracta (com hem dit) d'una de les fires amb més antiguitat que se celebren als Pirineus i fa temps era una de les fires ramaderes més importants de Catalunya. Amb el declivi de les explotacions ramaderes, els protagonistes actuals són els productes artesans i naturals de l'Alt Urgell, amb els tradicionals embotits de la comarca. També hi sol haver demostracions d'oficis antics i tallers d'artesania.
La plaça de l'Església encabeix el món dels artesans.
Però la Fira de sant Andreu, a banda dels productes artesans i naturals de l'Alt Urgell, és l'única de la comarca que segueix fent, en unes quadres situades a la mateixa plaça de les Homilies, una mostra ramadera on hi trobem: cavalls, vedells, ovelles, cabres i aviram.
També podem gaudir-hi de la demostració d'oficis antics: tallers artesans de cistelleria, treball de la fusta, pintura o les sempre complicades puntes de coixí. Una enriquidora manera de conèixer oficis amb molta tradició a casa nostra.

### Associacions
Agrupació Sardanista d'Organyà, Coral Bordonera, Club de Tir els Ganxos, Club de Futbol Organyà, Club Parapent Pirenaic, Club Esportiu Organyà Xperience, Club Atlètic Santa Fe, Club Futbol Veterans d'Organyà, Associació de Bombers Voluntaris d'Organyà, Associació de Pescadors d'Organyà, Associació Cultural Tresponts Avall, Associació de Jubilats Santa Fe, Associació de Mares i Pares (AMPA) de l'Escola "Miret i Sans", Caramellaires d'Organyà.

### Personalitats
- Joan Oliva i Grau, conegut artísticament com a Juan Oliva, va néixer a Organyà el 19 d'agost de 1910. El 1928 va traslladar-se amb la seva família a Buenos Aires, on va passar la resta de la seva vida; va morir allí el 1975. Va ser un dibuixant d'enorme creativitat en el camp de la historieta, l'humor gràfic, la il·lustració i la publicitat, que a més va ser un dels pioners del dibuix animat argentí.
- Francesc Betriu i Cabeceran, va néixer a Organyà el 18 de gener de 1940. És un director de cinema i guionista. Les seves principals pel·lícules són: Corazón solitario (1973), Furia española (1975), La viuda andaluza (1976), Los fieles sirvientes (1979), La plaça del Diamant (1982), Rèquiem per un camperol (1985), Sinatra (1988), La duquesa roja (1997), La pareja perfecta (1998), El paraíso ya no es lo que era (2001), La madre de mi marido (2004), Mònica del Raval (2009).
- Joan Domènech Domènech, va néixer a Ger (Cerdanya) el 28 d'abril de 1902. Va estudiar al seminari de la Seu d'Urgell i va ser ordenat prevere a Puigcerdà el 1927. El 1936 va haver de fugir cap a França, va fer de capellà a Suïssa, va entrar en contacte amb la Creu Roja Internacional i Càritas, va participar en diverses iniciatives de suport a sacerdots i religiosos empresonats a Catalunya. Acabada la Guerra civil va tornar a Puigcerdà. Durant la II Guerra mundial, va allotjar a casa seva diversos fugitius del nazisme, la seva rectoria va ser una senzilla però eficaç xarxa d'evasió. Va rebre el diploma de la Direcció dels Serveis Estratègics Americans i la medalla de la Resistència francesa per la seva bona feina. Ben aviat, li van ploure les denúncies per donar suport als fugitius i el 1949 el bisbe de la Seu el va desplaçar a Organyà com a "càstig". El 1953, els francesos li van donar la creu de la Legió d'Honor. El 1958 se'n va anar a la República Dominicana. A Organyà, igual com havia passat a Puigcerdà, va deixar un record molt positiu, com ho demostra que onze anys després li van fer arribar un obsequi col·lectiu, un llibre sobre el concili Vaticà II. El 1971 va retornar a Catalunya, a Juncosa de les Garrigues. El 1983 es va retirar i va morir el 1984.
- Antoni Roca. Va néixer a la primera dècada de 1510, procedia d'una família benestant d'Organyà. Ja amb els vots de sacerdot, es va convertir en el primer bandit professional de Catalunya. Sota la protecció de nobles i barons, Roca va arrasar i cremar ciutats com a mercenari, juntament amb la seva banda de delinqüents. Es va convertir en una llegenda per la seva crueltat, intel·ligència i capacitat de lideratge. El seu grup el formaven de 70 a 80 criminals. Va teixir una tela protectora i confidencial que arribava fins a Barcelona i s'estenia fins a França; allí va aconseguir protecció després d'assassinar diversos homes del rei. Va tornar a Catalunya al capdavant de 1.500 a 3.000 bandits que van portar el terror a la Cerdanya i el Rosselló. El virrei Francesc de Borja el va declarar enemic públic en nom de Catalunya. El 1548 els seus homes de confiança el van trair a canvi d'un suborn i va ser torturat, mort i esquarterat. Uns cinquanta anys després, Lope de Vega, va escriure una obra de teatre sobre la seva vida.
- Francis Ysidro Edgeworth. Va néixer el 1845 a Edgeworthstown, Irlanda. La seva mare es deia Rosa Florentina Eroles i era nascuda a Organyà el 1815. Era filla d'un general guerriller del Pla de Sant Tirs que es va haver d'exiliar a Londres el 1823. El pare es deia Francis Beaufort Edgeworth. Francis Ysidro va ser una figura influent en el desenvolupament de l'economia neoclàssica i va ser el primer a aplicar certes tècniques matemàtiques per prendre decisions individuals en economia. Desenvolupà la teoria de la utilitat introduint la corba d'indiferència i el famós Edgeworth box, que ara és familiar entre els estudiants de microeconomia. També és l'autor de la Conjectura d'Edgeworth sobre l'equilibri econòmic i en estadística de les Sèries Edgeworth. Va ser editor de l'Economic Journal, el 1911 el va succeir Keynes.
- Fray Francisco de Orgaña. Frare caputxí que el 27 de setembre de 1757 va fundar el poble de Guasipati, actual capital del municipi de Roscio, a l'estat de Bolívar a Veneçuela. Va aixecar-hi un poble pels indis kamarokotos i el va encomanar a la protecció de Nostra Senyora del Roser. Al començament era una església i unes poques barraques. Cap al final del segle xviii, tenia 738 habitants i actualment en té uns 21.000.
- Xesco Espar Moya. Va néixer a Barcelona el 4 de gener de 1963. El seu pare, Tonet Espar, era fill de Cal Tressens d'Organyà. És un exjugador i entrenador d'handbol del FC Barcelona. Com a jugador va estar una temporada al primer equip i com a entrenador hi va estar de 2004 a 2007 i va guanyar una lliga, una Copa del Rei i una Copa d'Europa. És autor del llibre Jugar con el corazón. La seva filla Anna Espar és medallista olímpica en waterpolo.